# Đông Rennell
Đông Rennell là phần phía nam của Đảo Rennell thuộc Quần đảo Solomon, được UNESCO công nhận là Di sản thế giới. Nó bị đưa vào danh sách di sản thế giới bị đe doạ do ảnh hưởng từ các hoạt động khai thác gỗ tại đây gây nguy hại đến tính toàn vẹn. Đây là vùng đặc biệt bởi nó là rạn san hô vòng nâng lớn nhất thế giới và chứa đựng nhiều loại sinh vật đặc hữu xung quanh hồ Tegano.

## Vị trí
Nằm ở Tây Thái Bình Dương và cực nam của quần đảo Solomon, đây là đảo san hô vòng nâng lớn nhất thế giới với diện tích khoảng 37.000 ha (91.000 mẫu Anh). Nó chủ yếu được bao phủ bởi những khu rừng rậm rạp, trung tâm phía nam của đảo là hồ Tegano từng là đầm phá của đảo san hô, là một hồ nước lợ cao bằng mực nước biển. Bao quanh hồ là những vách đá, với một vài đảo đá vôi nhỏ trong hồ. Khu vực cuối phía nam được công nhận là Di sản thế giới năm 1998, bao gồm khu vực tự nhiên quanh hồ, hồ Tegano và vùng biển trải dài 3 hải lý từ đảo. Đông Rennell được coi là phòng thí nghiệm tự nhiên cho nghiên cứu khoa học và đã từng bị thiệt hại nghiêm trong bởi lốc xoáy.

## Lịch sử
Hòn đảo có khoảng 800 cư dân sinh sống trong bốn ngôi làng quanh hồ Tegano đều là các nông dân và ngư dân, sinh sống dựa vào rừng và hồ, biển để đem lại tất cả những nhu cầu cơ bản. Một kế hoạch năm 2007 để công nhận các hoạt động văn hoá và lối sống truyền thống của những người dân nơi đây. Điều này được cho là không gây bất lợi cho di sản khi IUCN cho rằng, quyền sở hữu thông thường có thể mang lại lợi ích nhiều hơn cho việc bảo tồn hơn là được kiểm soát bởi một cơ quan chính phủ ở xa.

## Động thực vật
Các khu rừng rậm rạp trên đảo là môi trường sống quan trọng cho nhiều loài chim. Ở phía tây của hòn đảo, nơi nằm ngoài ranh giới của di sản thế giới, các khu rừng bị khai thác cạn kiệt, đe doạ nghiêm trọng tới các loài chim sinh sống trên đảo. Kết quả là, năm 2013, UNESCO đã liệt Đông Rennell vào danh sách di sản thế giới bị đe doạ. Trong số 50 loài chim được ghi nhận trên đảo, 21 loài là loài đặc hữu. Một loài đáng chú ý nữa tại đây là loài Rắn biển Crocker, một loài đặc hữu chỉ được tìm thấy ở hồ Tegano và không có ở bất kỳ nơi nào khác trên thế giới.